# Château du Mas
Le château du Mas est un château situé à Teillet-Argenty, en France.

## Localisation
Le château est situé sur la commune de Teillet-Argenty, dans le département de l'Allier, en région Auvergne-Rhône-Alpes.

## Historique
L'édifice est inscrit au titre des monuments historiques en 1935.